# Come sinfonia/Il cane di stoffa
Come sinfonia/Il cane di stoffa è un singolo di Pino Donaggio, pubblicato nel 1961.

## Le canzoni
Donaggio debutta al Festival di Sanremo 1961 con Come sinfonia, un brano classicheggiante che rivela i suoi trascorsi di conservatorio, arrangiato e diretto da Angelo Giacomazzi e rieseguito da Teddy Reno. Come sinfonia ottiene un notevole successo discografico, arrivando primo in classifica per tre settimane ed è poi inciso anche da Mina e Dalida in francese.
Nel 2013 è stata inserita nell'album Canta Sanremo di Al Bano.
Il lato B è Il cane di stoffa.

## Tracce
LATO A
1. Come sinfonia (Pino Donaggio)

LATO B
1. Il cane di stoffa (testo: Francesco Specchia – musica: Pino Donaggio)